# Хнодомар
Хнодомар (д/н — після 357) — король алеманів-авкіакенів.

## Життєпис
Був одним з могутніших правителів алеманів, іменується у римських істориків королем (царем) на відміну від інших, яких називали правителями (regulus). Тому ймовірно саме до Хнодомара 350 року звернувся імператор Констанцій II з пропозицією атакувати узурпатора Магненція. 351 року Хнодомар завдав поразки Магну Децензію, після чого міг вільно плюндрувати до 354 року римські володіння в Нижній Германії.
У 354 році вимушений був відступити за Рейн. Успішні дії у 357 році інших вождів алеманів спонукали Хнодомара очолити спільний похід з метою захоплення володінь по той бік Рейну (сучасний Ельзас). Проте у битві біля Аргенторату алемани зазнали поразки від цезаря Флавія Юліана. Хнодомар намагався врятуватися, але зрештою потрапив у полон. Юліан відправив його до Констанція II. Згодом Хнодомар був серед полонених під тріумф імператора в Римі. Його залишили жити під охороною на Целійському пагорбі, де він й помер.